# Alfred Gomis
Alfred Benjamin Gomis (Ziguinchor, 5 september 1993) is een Italiaans-Senegalees voetballer die als doelman speelt. Hij verruilde Torino in juli 2018 voor SPAL, dat hem in het voorgaande seizoen al huurde. Gomis debuteerde in 2017 in het Senegalees voetbalelftal.

## Clubcarrière
Gomis sloot zich op achtjarige leeftijd aan bij Torino. Hij speelde eerst als aanvaller, maar de coaches zagen meer in een doelman in hem waarna hij werd omgevormd tot doelman. Op 26 mei 2012 debuteerde hij voor Torino in de Serie B, tegen UC AlbinoLeffe. Tijdens het seizoen 2013/14 werd hij verhuurd aan Crotone, in de Serie B. Hij debuteerde voor Crotone in de Coppa Italia, tegen Reggina Calcio.
In 2021 verkaste Gomis na 1 seizoen bij Dijon FCO naar hij naar Stade Rennais trok. Bij Rennes maakte Gomis zijn UEFA Champions League debuut Krasnodar uit Rusland. Gomis slaagde er niet in om de nul te houden, het werd 1-1.

## Interlandcarrière
Gomis debuteerde in 2017 in het Senegalees voetbalelftal. Hij maakte deel uit van de Senegalese selectie op het WK 2018, maar kwam daarop niet in actie. Dit deed hij wel op het Afrikaans kampioenschap 2019. Édouard Mendy keepte de eerste twee groepswedstrijden, maar brak een vinger in de warming-up voor de derde. Gomis keepte daarna alle wedstrijden tot en met de verloren finale tegen Algerije.
1 Pomini ·
3 Tripaldelli ·
4 Abou ·
5 Esposito ·
7 Crociata ·
8 Mancosu ·
9 Colombo ·
11 Melchiorri ·
14 Zuculini ·
17 Capradossi ·
19 Mora ·
20 Ellertsson ·
21 Seck ·
22 Thiam ·
23 Vicari  ·
24 Dickmann ·
25 Spaltro ·
29 Peda ·
33 Coccolo ·
40 Da Riva ·
49 Rossi ·
77 Viviani ·
87 Heidenreich ·
90 Seculin ·
91 Celia ·
95 Nador ·
97 D'Orazio ·
98 Piscopo ·
99 Latte Lath ·
Coach: Clotet
1 Diallo ·
2 Kara ·
3 Koulibaly ·
4 Mbengue‎ ·
5 Gueye ·
6 Sané ·
7 Sow ·
8 Kouyaté  ·
9 Diouf ·
10 Mané ·
11 N'Doye ·
12 Sabaly ·
13 A. N'Diaye ·
14 Konaté ·
15 Sakho ·
16 K. N'Diaye ·
17 B. N'Diaye ·
18 Sarr ·
19 Niang ·
20 Baldé ·
21 Gassama ·
22 Wagué ·
23 Gomis · 
Coach: Cissé
1 Dieng ·
2 F. Mendy ·
3 Koulibaly  ·
4 Cissé ·
5 I. Gueye ·
6 N. Mendy ·
7 Jackson ·
8 Kouyaté ·
9 Dia ·
10 N'Diaye ·
11 Ciss ·
12 Ballo-Touré ·
13 Ndiaye ·
14 Jakobs ·
15 Diatta ·
16 É. Mendy ·
17 P. Sarr ·
18 I. Sarr ·
19 Diédhiou ·
20 Dieng ·
21 Sabaly ·
22 Diallo ·
23 Gomis ·
24 Name ·
25 Loum ·
26 P. Gueye ·
Coach: Cissé